# Cylindroleberididae
Cylindroleberididae  (лат.) — семейство ракушковых ракообразных. Отличаются необычным строением жабр (их 7-8 листовидных пар на задней части тела) и усовидным гребнем на максиллах. Представители Cylindroleberididae встречаются в морских водах, от мелководий до глубин более 4500 метров. Мелкие ракообразные, как правило, длина менее 2 мм. К 2006 году было описано 219 видов и 32 рода.
В ископаемом состоянии известны с силурийского периода, например, вид Pauline avibella, которого нашли в редкой сохранности с окаменевшими внутренностями, включая мягкие ткани, конечности, глаза, жабры и пищеварительную систему (онлайновое описание вышло в конце 2012 года, а бумажный вариант датирован 2013 годом).

## Таксономия
Список родов:
| - Actinoseta - Amboleberis - Asterope - Asteropella - Asteropteron - Asteropterygion - Bathyleberis - Bruuniella - Cyclasterope - Cycloleberis - Cylindroleberis - Diasterope | - Empoulsenia - Heptonema - Leuroleberis - Macroasteropteron - Microasteropteron - Parasterope - † Pauline - Polyleberis - Postasterope - Prionotoleberis - Synasterope - Xenoleberis |